# 海老缚
海老缚，是日式绑缚的一种，发源于300多年前的日本，当时是作为一种折磨和审讯手段。使用该捆绑方法的被捆绑者如果长时间捆绑，身体会因为被强行向下弯曲而感到灼烧感。
日语中，“海老”意为虾。被该捆绑方式捆绑者的腿部会像虾的腿部。

## 变种
- 双膝向内以至于限制运动。
- 脚踝被拴在脖子上。
- 面部向下。
- 吊在空中。

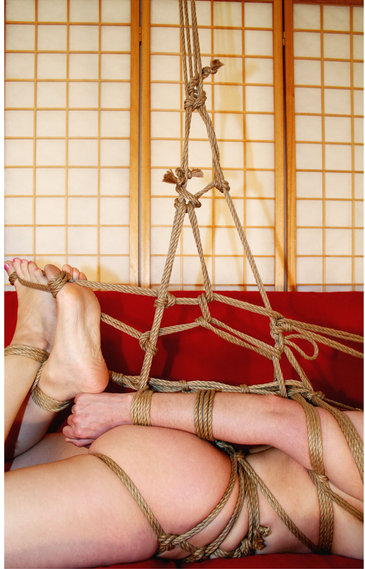
逆海老缚

- 受绑者躺在腹部和脚踝在身体背部被相互拉扯，这个姿势与驷马相似。这种姿势被称为Gyaku ebi或逆海老缚。
- 脚踝处的交叉位置发生变化。